# 平脉腺虎耳草
平脉腺虎耳草（学名：Saxifraga nakaoides）为虎耳草科虎耳草属下的一个种。

## 扩展阅读
- 維基物種上的相關：平脉腺虎耳草